# Сіагрії
Сіагрії (лат. Syagrii) — гало-римський рід сенаторів (лат. ordo senatoris) Західної Римської імперії та їх нащадків у германських королівствах раннього середньовіччя. Сім'я (фамілія) (лат. familia) була особливо пов'язана з містом Лугдунум (сучасний Ліон), а їх родинний центр знаходився в області Августодунум, яка приблизно збігається з сучасним муніципалітетом Отен у Франції.
Номен «Сіагрій» перекладається як «дикий кабан». У IV ст. номен також став когноменом для галльської гілки Афраніїв.

## Сіагрії у пізній Римській імперії (IV—Vст.)
- Сіагрій, єпископ Верони у др. пол. IV ст.[1]
- Флавій Сіагрій (др. пол. IV ст.) — державний діяч часів пізньої Римської імперії. походив з іберо-римської аристократії, був проконсулом Африки у 379—380 та консулом у 381—382.

### Афранії Сіагрії
- Флавій Афраній Сіагрій (др. пол. IV ст. н. е.) — перший відомий представник гілки Афраніїв, полководець, консул Римської імперії у 382 році.
- Егідій Афраній Сіагрій (†464/465) — внук Флавія, полководець, в 455—464/465 magister militum римського війська в Галлії і водночас намісник Суассонської області. З 461 лише формально підкорявся римському імператору.
- Афраній Сіагрій (430—487) — син Егідія, полководець, останній римський намісник у Суассонській області (бл. 465—486), яка після падіння Західної Римської імперії у 476 стала незалежним державним утворенням і яку інколи називають «Королівством Сіагрія».

## Нащадки у колишній Галлії (V—VIIIст.)
- Сіагрія (др. пол. V ст.) — дружина короля Бургундії Латинуса[en].[2] Можливо, вона була дочкою останнього правителя Суасонської області Афранія Сіагрія.[3]
- єпископ Сіагрій (†523) — обіймав катедру у Буржі в 518—523.[4]
- святий Дезіре Верденський[en] (480—554) — єпископ у Вердені в 529—554. Його день відзначається 23 серпня. Батько святого Сіагрія з Отену.[4]
- граф Сіагрій (VI ст.) — в 585 році перебував на службі у франкського короля Гунтрамна та був відправлений до Константинополя з дипломатичною місією.[5]
- святий Сіагрій з Отену[en] (†600) — єпископ у Отені в 560—600. Син святого Дезіре Верденського. Був другим за старшинством єпископом у Франції. Венанцій Фортунат відправляв йому свої вірші. Августин Кентерберійський у його резиденції зупинявся на якийсь час перед своєю місією до Англії.[4]
- свята Сіагрія Ельзаська[en] (фр. Sigrade d'Alsace) (бл. 603 — †678 або 679) — франко-бургундська графиня, що була ув'язнена в монастирі Нотр-Дам де Суассон[en] мажордомом Еброїном, який переслідував її сім'ю. Мати святого Варіна[en] і святого Леодегара[en].[6][7][8]
- Сіагрія (VIII ст.) — велика землевласниця, в 739 пожертвувала церкві маєтки у восьми округах (лат. pagi).[5]
- абат Сіагрій — згадується у 757 як наставник монастиря в Нантуа.[5]

## Інші Сіагрії
- святий Сіагрій з Ніцци[it] (†787), онук Карла Великого, єпископ Ніцци у 777—787.